# Twee Gebroeders (schip, 1913)
De Twee Gebroeders is een skûtsje dat in 1913 werd gebouwd op scheepswerf De Pijp aan de Drachtstervaart in Drachten. Het is het enige skûtsje dat vanaf het begin deelneemt aan de wedstrijden van de Sintrale Kommisje Skûtsjesilen. Het schip is eigendom van de Stichting Drachtster Skûtsje.
In het stamboek komen al zo'n 50 "Twee Gebroeders" voor, dit schip is herkenbaar aan de D in het zeil. 
De Drachtsters huldigden jarenlang het standpunt dat meedoen belangrijker is dan winnen. Er werd veel aan gedaan om het skûtsje zoveel mogelijk in de originele staat te houden. Dat ging soms ten koste van de snelheid.

## Geschiedenis
De oorspronkelijke eigenaar Tjalling van der Veen won met dit skûtsje de allereerste SKS-wedstrijd op 28 juli 1945 bij de Veenhoop. Na zijn overlijden kochten de Drachtster zakenlieden Akko van der Veen en Jaap van der Woude het skûtsje om aan wedstrijden deel te laten nemen. Aldert Hoekstra werd aangesteld als schipper.
In 1968 nam Hattum Hoekstra het roer over van zijn vader, maar zonder veel succes. Latere schippers stelden meer jonge bemanningsleden aan en het schip werd aangepast om beter te kunnen meekomen in de wedstrijden. In 2003 behaalde de "Twee Gebroeders" met de nieuwe schipper Douwe Azn. Visser twee eerste en twee derde  plaatsen, waardoor ze eindigden op een derde plaats in het klassement. In 2004 werden ze vijfde. Dergelijke successen hadden ze nog niet eerder behaald.
De succesvolle Douwe Azn. Visser werd gevraagd om schipper te worden van de "Doarp Grou". Hij werd opgevolgd door zijn neef Albert Jappieszoon Visser, die het schip ingrijpend aanpaste en in 2011 vierde werd. Toen hij werd gevraagd als schipper van het "Lemster Skûtsje", werd Jeroen Pietersma de nieuwe schipper. Die behaalde in 2016 een vijfde plaats in het eindklassement maar is ook vaak in de achterste gelederen te vinden.

## Schippers
- Aldert Hoekstra (1956-1965, 1967)
- Hattum Aldertsz Hoekstra (1966, 1968-1988)
- Wiemer Aldertsz Hoekstra (1989-1993)
- Anne Hattumsz Hoekstra (1994-1998)
- Johannes Joopsz Mink (1999)
- Frans Huitema (2000-2001)
- Douwe Azn. Visser (2002-2004)
- Albert Jappiesz Visser (2005-2013)
- Jeroen Pietersma (2014-heden)